# 中国通用航空
中国通用航空有限责任公司（简称“中国通航”，英文“China General Aviation Coperation”- CGAC）是中华人民共和国的一家通用航空公司，于1983年注册成立，是最早经中国民航局批准的甲类通用航空企业，和最早从事通用航空业务的企业。总部现设在海南省三亚市。历经多次重组，现为海南省国资委所有并管理。

## 历史

### 中国通用航空公司（1983——1998）
前中国通用航空公司（也称为“老通航”，曾经使用IATA代码“GP”，ICAO代码“CTH”。）是在始创于1952年的中国民航第2飞行总队基础上设立的，1982年7月改组为中国民航工业航空服务公司，1989年3月更名为中国通用航空公司。总部设在太原武宿国际机场，后于河北、邯郸、天津、长治设立分公司。
当时通航机队有安12，安30，DHC-6双水獭，空中国王比奇200，伊尔14，运5，运12和米8直升机等，后来又引进了两架C130的民用型L-100-30。民航机队则有5架雅克42，3架波音737-300，若干架运7.
1992年引入雅克42喷气式客机，并开始民航业务。同年7月31日，GP7552号航班在南京大校場機場起飛時墜毀，机上126人中有107或108人罹難。

1998年2月，在民航第二轮大重组的背景下，前中国通航并入中国东方航空集团公司。其民航运输部门改组为东航山西分公司。其河北分公司则在历经改组后，现为中国联航河北分公司。

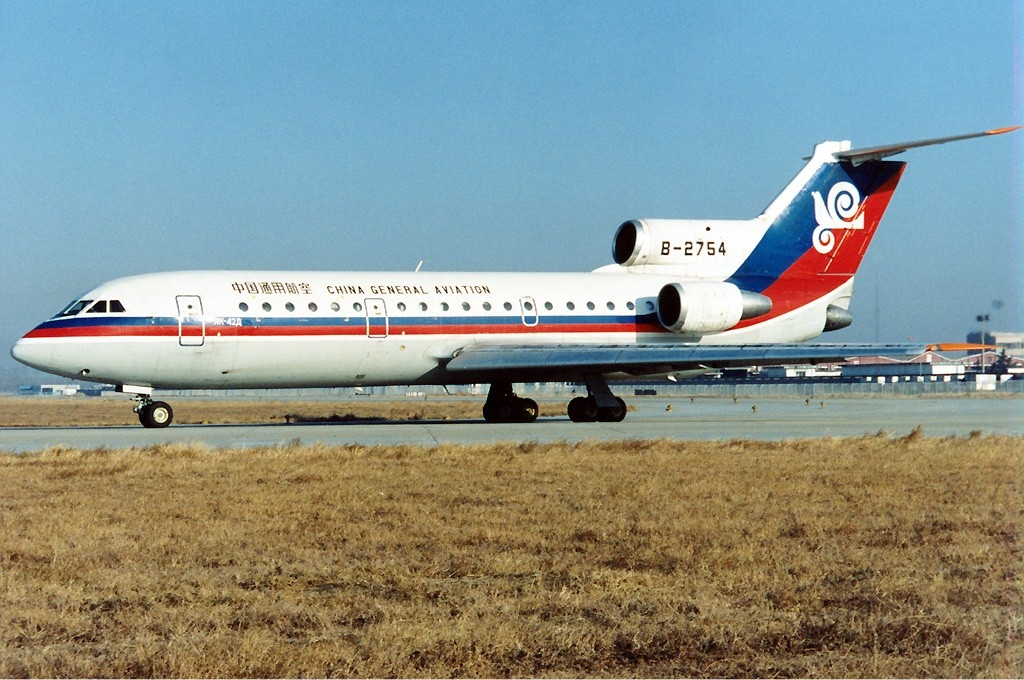
老通航的雅克42
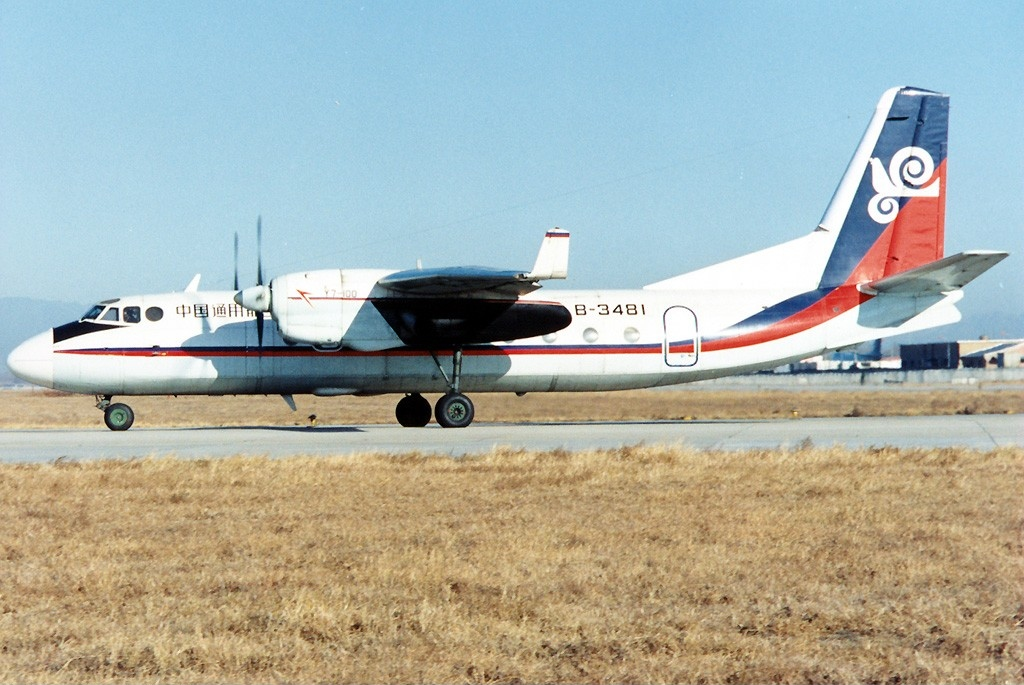
老通航的运-7

### 东方通用航空（1998——2017）
东方通用航空有限责任公司（简称“东方通航”，英文“Eastern General Aviation Co-operation”），是一家总部设于天津滨海国际机场的通用航空企业。
东航集团对前中国通航实行专业飞行与运输飞行业务分离后，由原中国通用航空公司天津分公司改组成东方通航并于2008年改制为有限责任公司。
东方通航时期主要经营直升机业务，旗下拥有S-92、S-76C++、S-76A++、贝尔212、BO105等型直升机13架；下属东方通用航空摄影有限公司（原太原航空摄影有限公司）拥有装备航空摄影及测量设的空中国王SKB200、Y5B等固定翼飞机5架，另有蓬莱、加格达奇、舟山、青岛4个分公司。在天津塘沽拥有自有机场，在新疆乌鲁木齐等地设有常年固定作业基地。东方通航亦受东航集团委托，管理邯郸机场。

### 恢复原名后
2017年，原东方通用航空有限公司整建制划转至中国航空器材集团，2018年12月恢复原名为中国通用航空有限责任公司，主要从事通用航空业务，总部维持在天津。
2023年1月7日，中国通航正式从中国航材集团再度划转给海南省国资委，总部迁至海南三亚。